# ОШ „Алекса Шантић” Калуђерица
ОШ „Алекса Шантић” Калуђерица, насељу на територији градске општине Гроцка почела је са радом 1919. године.
Школа у Калуђерици први пут се помиње 1849. године, али се о њеном даљем постојању и раду у 19. веку има мало забележених података.
Из летописа школе, који је 1952. године, почео водити ондашњи учитељ Спасоје Ј. Гутовић, после дужег времена школа је отворена 1919. године, у преуређеној кући Марка Мишића. Пре тога деца су се школовала у Малом Мокром Лугу и Винчи. Први учитељ у обновљеној школи са 45 ђака био је Жарко Јовановић. 
У јесен 1925. године почео је рад у новој школској згради саграђеној на имању Марка Соколовића. Данашња тзв. стара школска зграда која је отворена 20. октобра 1963. године. Ова зграда је имала три учионице и трпезарију у приземљу.
У циљу рационализације школске мреже четвороразредна школа у Калуђерици, 1969. године, припојена је основној школи „Никола Тесла” у Винчи, а ученици старијих разреда школовање настављају у Малом Мокром Лугу који им је ближи.
Од 1970. године Калуђерица почиње да се интензивно изграђује, по механичком прираштају становника бива на првом месту у земљи, па је потреба за проширењем простора школе решена привременим коришћењем барака нишког грађевинског предузећа.
Нова школска зграда отворена је у јесен 1980. године, када школа добија име „Алекса Шантић”.